# Lego Rock Raiders (jogo eletrônico)
Lego Rock Raiders é um jogo de computador lançado em 1999, desenvolvido pela Data Design Interactive e distribuído pela Lego Media.
Em sua versão para a plataforma PC é um jogo RTS semelhante ao Dune II, e foi o primeiro do tema LEGO Rock Raiders.

## Enredo
O jogo inicia-se com a opção de missões de treino e uma missão real destravada. A maioria das missões exigem que o jogador colete uma determinada quantidade de cristais de energia. O montante exigido começa baixo, mas gradualmente é aumentado à medida que as missões evoluem. Algumas missões exigem que o jogador localize Rock Raiders que ficaram presos em deslizamentos de terra, ou que encontrem algumas peças de equipamento e tragam-nas de volta à base.
Uma das características mais originais e interessantes do jogo é o Menu de Prioridades. Com ele o jogador pode determinar em que ordem o Rock Raider deve cumprir as suas tarefas. Por exemplo, pode se definir se o Rock Raider deve recolher cristais de energia ou minério LEGO em primeiro lugar.
Ao final de cada missão o Chefe irá avaliar o trabalho do jogador, sob os seguintes aspectos:
- quantidade de cristais de energia coletados
- quantidade de minério LEGO coletado
- quantidade restante de oxigênio
- tempo
- tamanho da base
- quantidade de túneis perfurados
- quantidade de Rock Raiders teleportados, para dentro e para fora
- qualidade de defesa da base

Com base em todos estes tópicos, o Chefe classificará a missão em termos percentuais.
Existem vinte e cinco missões no total, cada uma delas em um ambiente diferente de caverna de rocha, de gelo ou vulcânica. Não é necessário completar todas as missão com 100% de aproveitamento nem mesmo completar todas as missões para completar a campanha.

## Características
- Faixa etária: 3+
- Número máximo de jogadores: 1
- Jogável em rede: Não
- Gênero: Ação / Aventura
- Desenvolvedor: Data Design Interactive
- Editor: LEGO Media